# Honfoglalás
Általános értelemben honfoglalásnak nevezzük azt a folyamatot, melynek során valamely nép egy kiválasztott területet birtokába vesz, abból a célból, hogy ott új hazát alapítson. Ennek megfelelően a magyar történelemben honfoglalásnak nevezzük azt a folyamatot, melynek során a magyarok a Kárpát-medencét a birtokukba vették.
A nagy történelmi időtávlat és a viszonylag kevés írásos forrás miatt nehéz pontosan rekonstruálni a honfoglalás menetét és eseményeit. A kutatások alapján az valószínűsíthető, hogy a magyarok egy lépcsőben szállták meg a Kárpát-medencét. A honfoglaló törzsek eszerint 895 táján telepedtek le a Kárpát-medence alföldi területein. Ekkoriban I. Szvatopluk morva fejedelem fiainak birodalma már széthullóban volt, ami megkönnyítette a dolgukat. 902-re a Kárpát-medence egész területét irányításuk alá vonták, bár az állataik miatt főként az Alföld, Mezőföld, Kisalföld, Csallóköz és Szerémség területein telepedtek le, ahol megfelelő minőségű legelők álltak rendelkezésre. E nézet szerint az itt lakó, főleg avar és szláv eredetű népek nem éltek túl sűrűn a vidéken és pár emberöltő alatt beolvadtak az új jövevények törzseibe. Ha földművelésben nem is, állattartásban valószínűleg volt mit tanulniuk a magyaroktól, akik ridegtartással, téli takarmányozás nélkül nevelték állataikat.

## A Kárpát-medence népei a honfoglalás idején
A Kárpát-medencében a honfoglalás idején a következő jelentősebb népek illetve utódaik laktak (a dátum a bejövetelüket jelzi):
- 375 – A hunok egyes elemei túlélhették a népvándorlások viharait, és megmaradhattak a Kárpát-medencében; a néphiedelem – valószínűleg tévesen – tőlük származtatja a székelyeket, Csaba magyarjait. A hun nyelvről, írásbeliségről keveset tudunk, feltételezések szerint valamilyen türk nyelvet beszélhettek, több más nyelv mellett. A hun és a magyar nyelv rokonságát semmilyen bizonyíték nem támasztja alá.[1]
- 568 – korai avarok, más néven várkonyok. Nyelvükről keveset tudunk, valószínűleg valamilyen türk nyelvet beszélhettek, szintén több más nyelv mellett (gepida, alán, szarmata stb).
- 670 – kései avarok, másnéven onogurok
- 895–896 – a honfoglalók bejövetele
- Emellett laktak Kárpát-medencében szlávok is. Számos magyar szó szláv eredetű vagy közvetítésű.

## Okok és előzmények

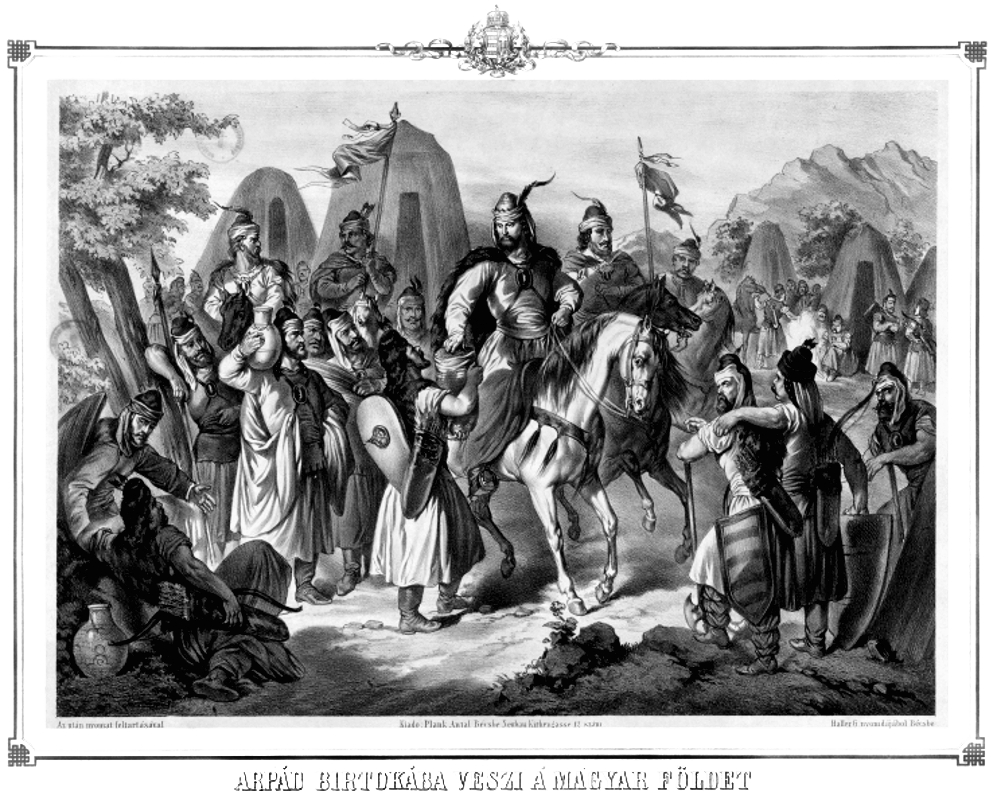
Vinzenz Katzler: Árpád birtokába veszi a magyar földet, 19. századi litográfia

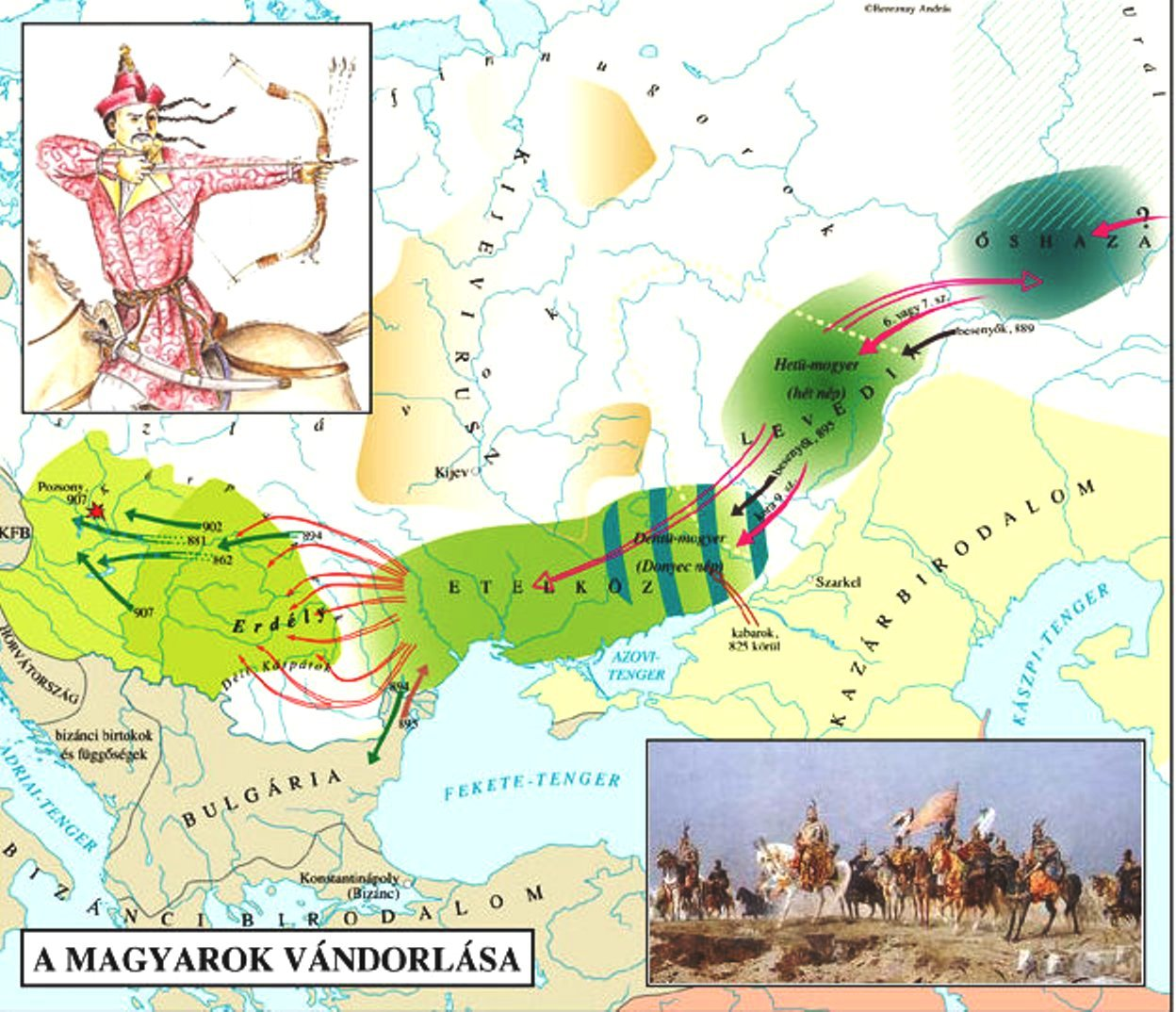
A magyarok vándorlása

Európa 814-ben

Már az i. e. 1. évezredtől az eurázsiai sztyeppén a keletről nyugatra mozgás volt a jellemző. Ez hozta az eurázsiai lovasnomádokat, szkítákat, szarmatákat, hunokat, avarokat, onogur-bolgárokat és a magyarokat is Európába, végül mind az eurázsiai sztyeppe legnyugatibb részén, a Kárpát-medence területén jutottak a legnyugatabbra.
A hadászati tényezőkön túl a népek, így a magyar honfoglalást megelőzően a besenyők és úzok nyugatra vonulásának gazdasági okai is lehettek, nevezetesen a legelők megfogyatkozása, amit előidézhetett a szárazabb vagy hidegebb éghajlat, vagy a sikeres állattenyésztés nyomán bekövetkezett demográfiai robbanás is, végeredményben mindkét esetben a relatív túlnépesedés.

### A magyarok Etelközben
670 körül a Fekete-tengertől északra levő sztyeppén nagy változások történtek. Felbomlott az onogur-bolgár birodalom, amelyik az alapítójának, Kuvratnak a halála után fiai irányítása alatt állt. Az ő viszályukat kihasználva a kazárok és magyarok benyomultak területükre, a bolgárok több csoportra szakadtak. A volgai bolgárok Kotrag vezetésével északkeletre a Volga vidékére, a dunai bolgárok Aszparuh vezetésével délnyugat felé a Duna vidékére, egy másik csoportjuk pedig Kuber vezetésével a Kárpát-medencébe költözött, ahol az Avar Birodalom hűbérese lett. A magyarok ekkor foglalták el Etelközt, a nagyjából a Duna és a Dnyeper közé eső területet.
A legújabb kutatások ellenben a magyarok 9. század közepi megtelepedését támasztja alá, régészetileg semmi sem mutat 6-7. századi bevándorlásra.
Elképzelhető, hogy az ekkor szétvándorló bolgárokkal kisebb magyar csoportok is tartottak. Ezt támasztja alá a Julianus barát által 1235-ben megtalált Magna Hungaria a Volgai Bolgárország mellett. 922-ben őket nevezte ibn Fadlán baskíroknak. De az is lehet, hogy ez a bolgárokhoz csatlakozás csak később, a kazároknak az araboktól elszenvedett 737-es veresége után történt, amikor a bolgárok északabbra húzódtak, távolabb a kazár fennhatóság alól. Ez az elmélet is megdőlni látszik a magyar-gyanús leletek pontosabb kormeghatározása nyomán. A magyarok itteni megjelenése szintén a 9. század közepi időpontra utal, párhuzamosan az etelközi megtelepedéssel.
Egyes elképzelések szerint hasonlóképpen a bolgárokhoz csatlakozott magyar csoportok bevándorlása is lehet a 670-ben a Kárpát-medencében régészetileg megfigyelhető etnikai átrendeződés, a griffes-indások megjelenése mögött.
Az írásos forrásokban a magyarok 839-ben jelennek meg, amikor bizánci forrás szerint az Al-Dunánál tartózkodtak és bolgár felkérésre Bizánc ellen vonultak. A magyarok ekkorra erősödtek meg annyira, hogy végleg elszakadjanak a kazár befolyás alól és teljesen önálló politizálásba kezdjenek. Valószínűleg azért építették a kazárok Sarkel erődjét 838-ban a Don alsó folyásánál, hogy biztosítsák határukat a magyarok felé.
Dani magnam regni eius partem cede et igni vastantes praedantur. Sed et hostes antea illis populis inexperti, qui Ungri vocantur, regnum eiusdem populantur.
862-nél jegyezte be Hinkmar reimsi érsek a Szent Bertin-kolostor évkönyvébe, hogy a korábban ismeretlen Ungri is Német Lajos királyságát pusztították. Német Lajos fia, Karlmann keleti frank király 861-ben kelt fel apja ellen, amiben Lajos hűbérese, Rasztiszláv morva fejedelem is támogatta. Rasztiszláv szövetségeseiként jelentek meg a magyarok.
A hagyományos narratíva szerint Etelközből kerekedtek fel és indultak hadjáratra, de ez elképzelhetőleg túl sok időt vett volna igénybe, a megsegítendő király számára lehet ez már késő lett volna. Szőke Béla Miklós ennek nyomán gondolja azt, hogy 862-ben már valamiféle kárpát-medencei magyar bázisnak, előőrsnek léteznie kellett, különben a forgandó hadiszerencse miatt szerinte nem tudtak volna bekapcsolódni a küzdelmekbe. Így ők szerinte legkésőbb a IX. század közepétől jelen voltak a Kárpát-medencében, és számottevő katonai erőt képviselnek; a 880-as évek elejére alaposan kiismerték a térséget, s képesek voltak beavatkozni a Karoling Birodalom keleti végeinek életébe. Szőke végső soron arra a következtetésre jutott, hogy a honfoglalás szerinte több évtizeden keresztül zajló eseménysor volt, amelynek 895/896 nem a kezdő, hanem a befejező dátuma lehetett. Azt hogy a honfoglalóknak 862-ben már volt előőrse a Kárpát-medencében, Szabados György (MTA Történettudományi Intézet) is elképzelhetőnek tartja.

### A közvetlen előzmények
881-ben a magyarok és a kabarok Szvatopluk morva fejedelem szövetségeseként Bécs alatt harcoltak a keleti frankok ellen. Ebben az időben Etelköz kezdett egyre szűkebb lenni a magyaroknak. Regino prümi apát 908-ban befejezett krónikája szerint a magyarok területe túlnépesedett. Mivel a ruszok Oleg vezetésével megszállták Kijevet, az Al-Dunánál ott volt a dunai bolgár állam, keletre a sztyeppén egyéb népek, a Kárpát-medence felé látszott lehetőség a terjeszkedésre.

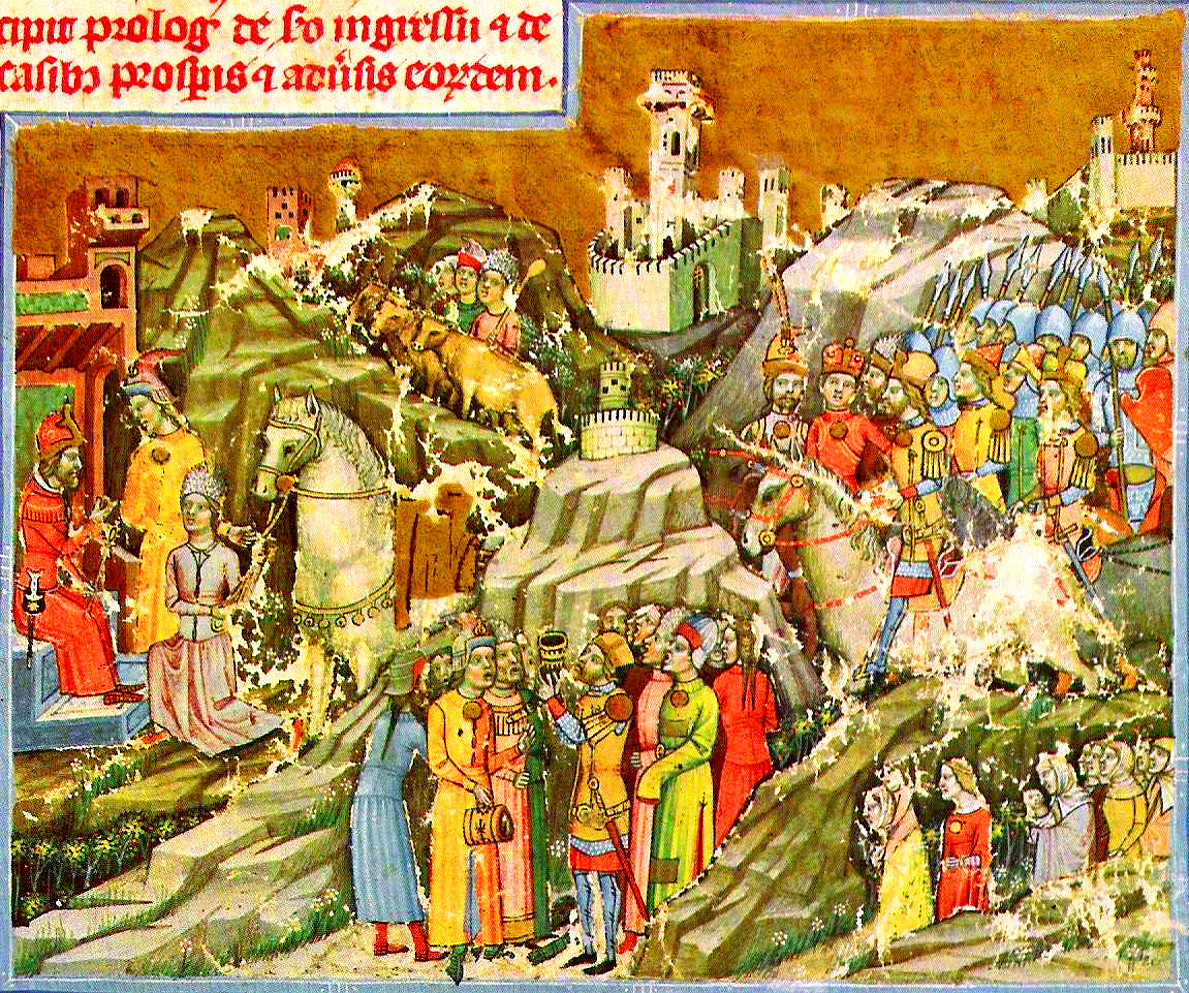
A honfoglalás. Miniatúra a Képes krónikában

A 890-es évekre a magyar törzsi vezetők Etelköz felől egyre inkább nyugati irányban kezdtek orientálódni. 892 és 895 között rövid idő alatt háromszor is megfordultak a magyar hadak a Balkán és a Kárpát-medence területén. A fuldai évkönyv szerint 892 nyarán segítette meg egy magyar sereg Arnulf keleti frank királyt, aki engedetlenkedő hűbéresének, I. Szvatopluk morva fejedelemnek az országába indított büntető hadjáratot. A magyarok 892 júliusában négy hétig pusztították Morvaországot. A történetírás egy része ezt tekinti a honfoglalás valószínű kezdeti időpontjának, mivel ekkor a Kárpát-medence keleti részét valószínűleg megszállták a magyarok, és egyes segédnépek (kabarok, székelyek) nem vonultak vissza, hanem esetleg itt át is teleltek, de erre közvetlen bizonyíték mindenesetre nincs. A 16. századi humanista, Johannes Aventinus – aki talán azóta elveszett régi krónikák alapján dolgozhatott – írja, hogy 892-ben a birodalmi gyűlésen, ahol Szvatoplukot ellenségnek nyilvánították, részt vettek a magyarok királyának, Cusalának követei és ekkor a magyarok megkapták Daciat (azaz Erdélyt), mint megtámadható és elfoglalható területet.

## A honfoglalás

A honfoglalás menete (893-902)

### A Kárpát-medence keleti részének elfoglalása
893 tavaszán I. Iszmail bin-Ahmed emír, a buharai központú Számánida emirátus uralkodója hadjáratot indított a tőle északra a Szir-darján túl élő úzok ellen. Foglyul ejtette az úz fejedelemnőt, a katunt, és rengeteg rabszolgát, állatot, valamint kincset zsákmányolt. Az úzokat keleti szomszédaik is megtámadták, ezért csak nyugatra vonulhattak. Kárpótlásul rátámadtak a tőlük nyugatra élő besenyőkre, elszedték állataikat és legelőiket.
894-ben a besenyők átkeltek a Volgán, és megjelentek Európában, a magyarok etelközi szállásterületének közvetlen keleti szomszédjaként. Ebben az évben a magyarok a dunai bolgárok ellen vezettek hadjáratot, amelynek vezetője Árpád fejedelem fia, Liüntika volt.
894-ben a magyarok Szvatoplukkal kötöttek szövetséget, melynek emlékét feltehetően a 14. századi magyar krónikában megörökített, ún. Fehér ló-monda őrizte meg. A megállapodás értelmében a magyar és a morva seregek együttesen rohanták meg Arnulf pannóniai tartományát, a források szerint komoly pusztításokat okozva ezzel. Feltehetően ez a segítségnyújtás, illetve Szvatopluk halála is hozzájárult ahhoz, hogy a morvák, még az év őszén békét kötöttek a frankokkal. Az akkori kor felfogása szerint az egyik fél halála esetén a megállapodások érvényüket vesztették. A fejedelmi cím örökléséért két testvér, II. Mojmír és II. Szvatopluk vetélkedett, ez a későbbiekben elősegítette a magyar terjeszkedést.
A fuldai évkönyv beszámol a magyarok pannóniai hadjáratáról és a hatalmas pusztításról. Szvatopluk azonban még a hadjárat előtt meghalt, halálát a fuldai évkönyv előbb említi. Egy feltevés szerint a magyarok (kavarok és székelyek) értesülve Szvatopluk haláláról nem vonultak vissza a Kárpát-medencéből, hanem a Felső-Tisza vidékén teleltek át. Velük találkozott a következő évben a Vereckei-hágón át bejövő magyarság. Biztosan annyit tudunk, hogy 894 őszén a keleti frankok és a morvák békét kötöttek.

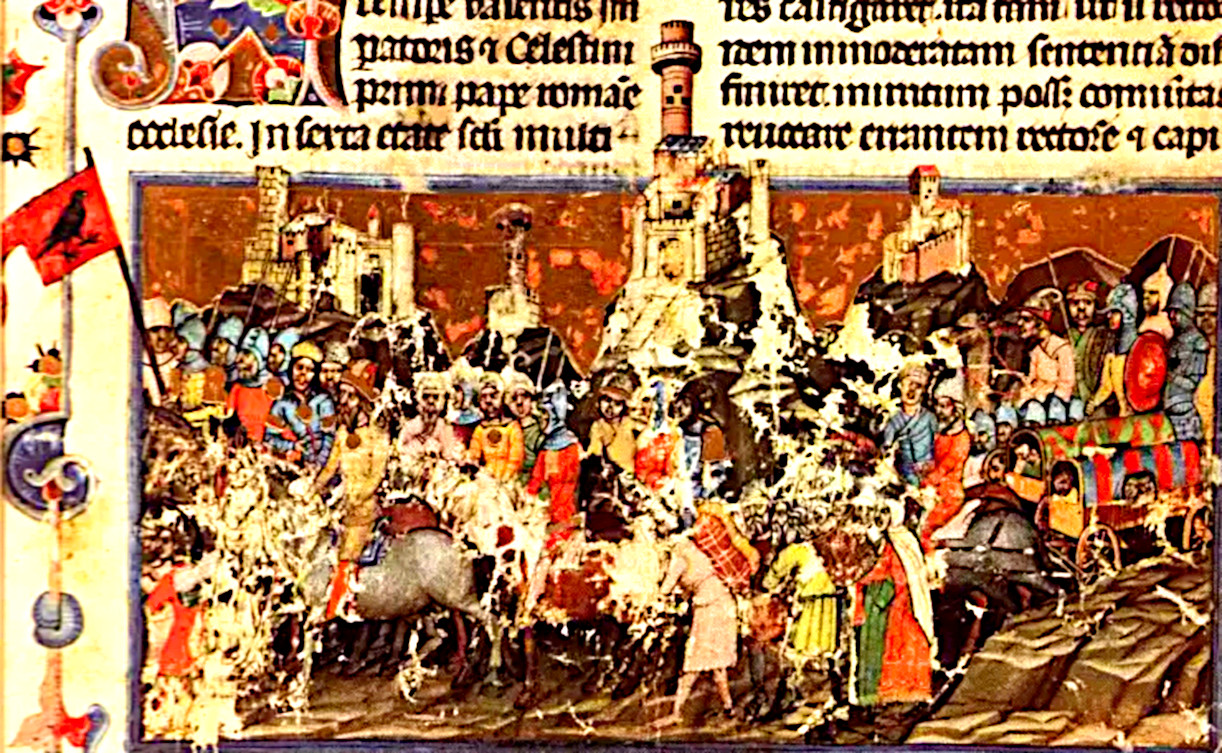
A magyarok bejövetele. Miniatúra a Képes krónikában

A frank-morva békekötés után a nyugat felé tekintő magyar törzsfőknek új katonai szövetségest kellett keresniük maguknak. Erre nem sokáig kellett várni: 895-ben a bizánci császár követe jelent meg Árpád és Kurszán vezéri szállásán, hogy segítséget kérjen az új, energikus bolgár cár, Simeon ellen folytatott háborúhoz. A Dunán Eusztháthiosz tengernagy által a bizánci flottával átszállított magyarok lerohanták a bizánciak ellen hadakozó bolgárok országát, majd a források szerint legalább két csatában az ellenük vonuló Simeon bolgár cár seregét is legyőzték. Először feltehetően Preszláv - Mundraga környékén, majd Disztra (Szilisztra) váránál. A Mundraga várába zárkózó Simeon hamarosan békét kötött a bizánciakkal, akik visszavonultak. Simeon ekkor a magukra maradt magyarok ellen vonult és egy nagy csatában legyőzte őket. A fuldai évkönyv csak erről a harmadik csatáról számol be, amiben Simeon maga is 20 ezer lovast vesztett.
Egyes vélemények szerint az Etelközben maradt magyarokat közben besenyő támadás érte. A két oldalról jövő támadás harapófogóba vette a magyarokat és ez Etelköz feladására és a nyugat felé húzódásra késztette őket. Kisebb csoportjuk ekkor mehetett délre (a Kuma és Tyerek folyó vidéke, ill. a Kaukázus) felé. A keleten maradtakat ezen a déli területen írta le később Al Bakri, Gardízi stb.

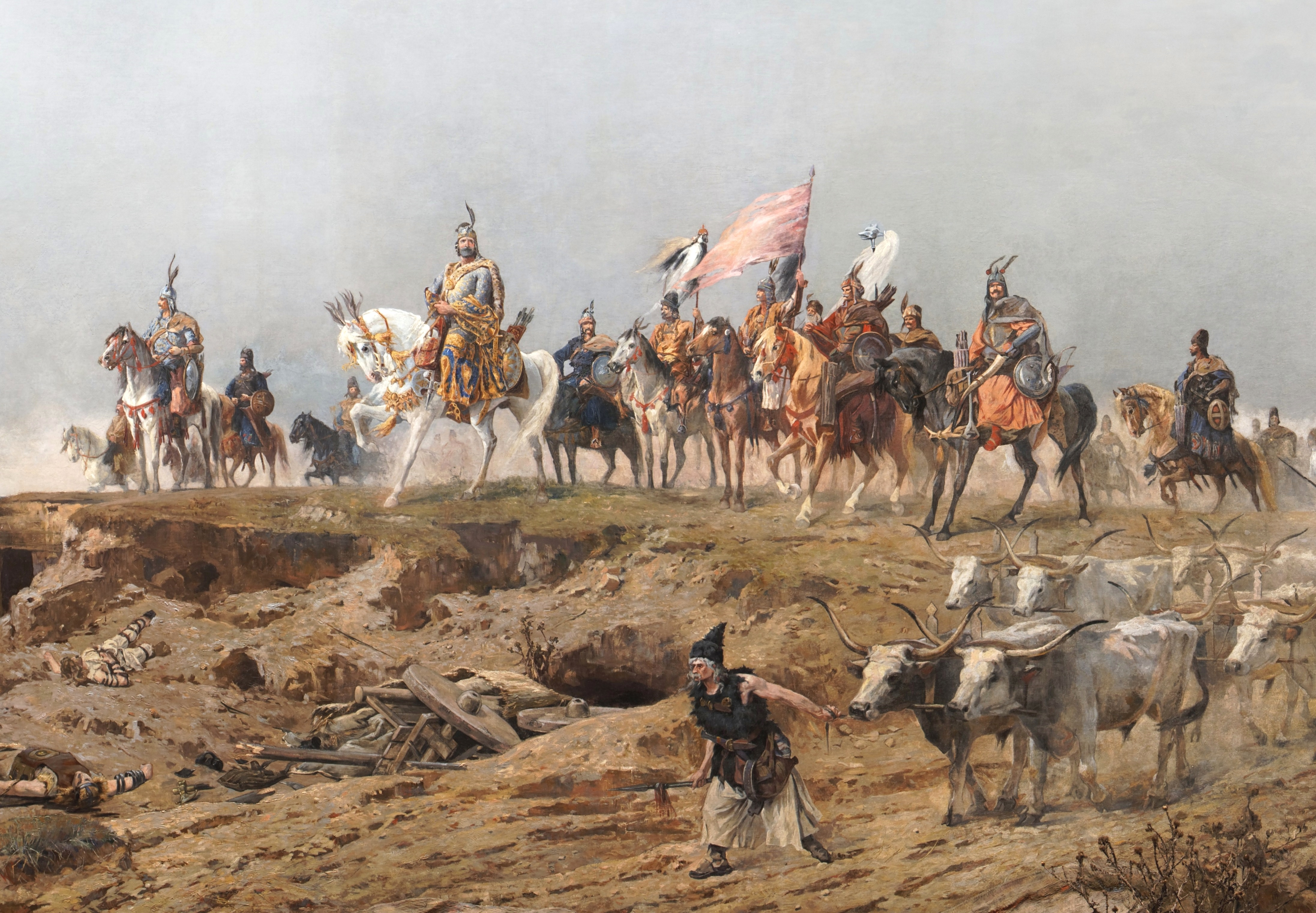
A honfoglaló vezérek a Vereckei-hágónál. (A Feszty-körkép részlete)

A honfoglalás pontos menete és időrendje nem ismert, de a leírt 895-ös események hatására 900 előtt történt, amikor újra hallunk a magyarokról. Úgy tűnik, hogy a Kárpát-medencébe bevonuló magyarok nem ütköztek számottevő ellenállásba és nem tudunk a besenyőkkel vagy bolgárokkal vívott újabb csatáról sem ebben az időben, ami a rendezett áttelepülés mellett szól, amivel az ellenséges szomszédok is megelégedhettek. A legújabb régészeti kutatások szerint nem vonultak vissza teljesen a Kárpátok mögé, az új védvonal a Kárpátok előterében volt. Erre utalnak a Przemyśl, Lemberg, a Dnyeszter- és Prut-menti valamint Bukarest közelében feltárt sírok, valamint Gardízi azon megállapítása, hogy a magyarok országa a Fekete-tengerig terjed.
A magyar törzsek létszámát minden történész másként állapítja meg, a leggyakoribb becslések 200 és 500 ezer fő köztire teszik, ennek katonai hadereje 40–70 ezer főre tehető. A bizánci szövetségben végrehajtott bolgár hadjárat, melynek feladata a Kárpát-medence megszállásának előkészítése, és az északnyugati bolgár tartományok meghódítása, mindössze két törzs katonai potenciálját, azaz mintegy 20-25 ezer harcost foglalt le. Az egyes törzsek védelmi erői (ún. gyepűvédők) különben sem vettek részt hadjáratokban. Rendelkezésre állt tehát a megfelelő védelmi erő egy esetleges besenyő támadás kivédésére. Azt is figyelembe kell venni, hogy több száz ezres tömeg (köztük arányos mértékben öregek, betegek, gyerekek, és állapotos nők) nem menekül „rendezetlenül” ezer kilométert lóháton, kocsikon, kordékon. Egy ilyen áttelepülés tervezést igényel és felkészülést, takarmányt, tartósított élelmiszereket, sót stb. Az ellentmondás lehetséges feloldása, hogy a „menekülés” inkább tervszerű kiürítés lehetett, amelyben esetleg tényező volt a besenyő fenyegetés, akiknek támadása a hátramaradottakat érhette az Etelközben. Ugyanakkor a magyar törzsszövetségnek a kazár birodalom hierarchiájában elfoglalt helye, és a földrajzi helyzete is utalhat arra, hogy a Kárpát-medence megszállása egyszerűen a Kazár Kaganátus nyugati terjeszkedését jelentette, majd a beékelődő népek miatt szakadt meg a kazár kapcsolat.
Erdélyben a magyarok a Képes krónika bejegyzése szerint megölték Álmos vezért, „nem mehetett be ugyanis Pannóniába”. Arra, hogy ezt miért tehették, három elmélet is létezik.
- Egyes feltevések szerint ekkor járt le Álmos megbízatása, és ezután feláldozták.
- Mások szerint a kendét akkor kell feláldozni, ha döntő háborút veszít, mert ekkor bizonyossá válik, hogy meggyengült ítélőképessége.
- A harmadik feltevés szerint Álmos fejedelem rituális feláldozásával ereje, bölcsessége és tehetsége átáramlik fiába, Árpádba.

A forrásból azonban nem derül ki, hogy a megölés rituális feláldozás lett volna. Nem tudhatjuk, mennyire befolyásolhatta a szerzőt Mózes története, aki elvezette népét új hazájába, de ő maga nem léphetett be oda. Álmos igen idős ember (jóval 60 felett jár) ebben az időben, így nem zárható ki az sem, hogy mégis természetes halállal halt meg.

### Pannónia elfoglalása

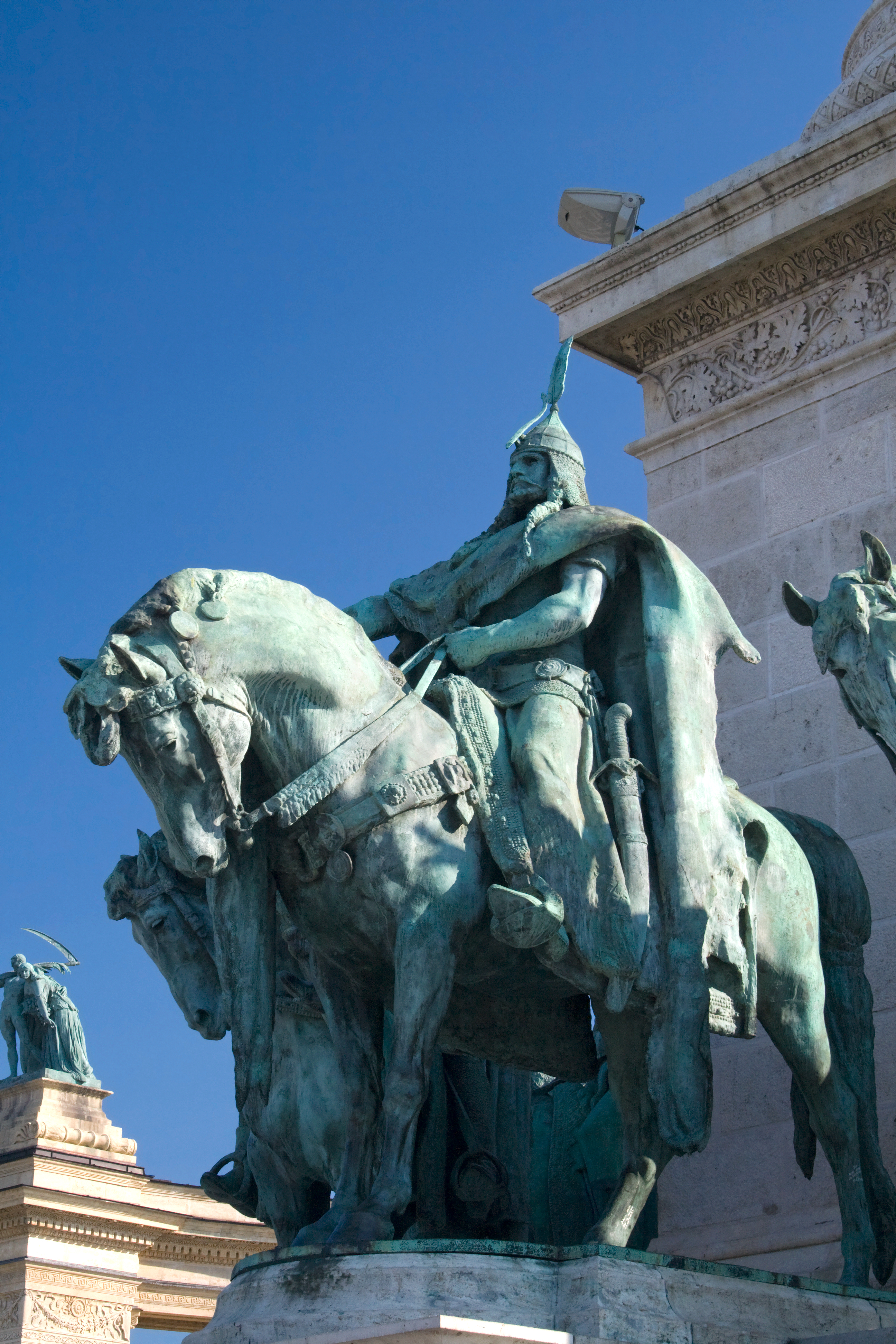
Árpád fejedelem lovasszobra a honfoglaló vezérek együttesében a millenniumi emlékművön, Budapesten. Zala György alkotása

A honfoglalás nem egy év alatt zajlott le, és legalább két nagyobb szakaszban. Először az ország keleti felét, majd később a 10. század elején a nyugati felét foglalták el. Utóbbira az adott alkalmat, hogy 899-ben Arnulf császár szövetséget ajánlott a magyaroknak Berengár ellen. A hadjárat idején azonban meghalt Arnulf, így – hasonlóan Szvatopluk öt évvel korábbi halálához – a magyar felfogás szerint megszűnt a szövetség, az Itáliából visszatérő csapatok elfoglalták a Dunántúlt és 902-ben morvák által birtokolt északnyugati területeket, ami után a morva állam megszűnt. Mindezek a hódítások nagyobb csaták nélkül zajlottak, a magyarok nem ütköztek számottevő ellenállásba. A magyar hódítást megkönnyítette II. Mojmír és II. Szvatopluk rivalizálása, valamint a morvákat érő ismétlődő frank támadások is.
Az ezt követő időszak hadjáratainak célja láthatóan a katonailag ellenőrzött terület, a mezsgye nyugatra tolása volt az Ennsig, ahogy azt korábban az avarok is tették. A hadjáratok vezetőinek nevét nem ismerjük, az egyetlen kivétel 904, amikor megölték Kuszált, azaz Kurszánt, egyes források szerint lakomán tőrbecsalták, mások szerint csatában esett el. Árpád fejedelem halálának időpontja sem ismert.
A magyar-keleti frank háborúk történetében az első jelentős összecsapásra 907-ben került sor, amikor a pozsonyi csatában sikerült visszaverni a támadó keleti frankokat. A csatában elesett Luitpold bajor herceg és Theotmár salzburgi érsek is. A salzburgi évkönyvek szerint ez volt a legszerencsétlenebb háború, Gyermek Lajos király Passauba menekült. Ezzel a magyaroknak sikerült a határt az Ennsnél biztosítaniuk és ezután következett a távolabbi kalandozások kora.

## A kalandozások

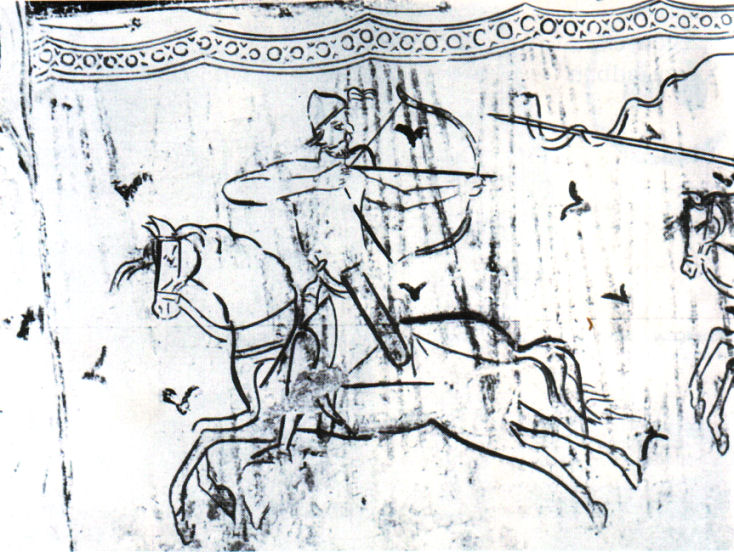
Hátrafelé nyilazó magyar harcos az itáliai hadjáratok idejéből. Részlet az aquileai székesegyház altemplomának falfestményéről

A Kárpát-medencét többé-kevésbé birtokba vették (a hegyeket és erdőket jó darabig érintetlenül hagyták), de a terület az eddig megszokotthoz képest szűkebb volt, ami lassan letelepedésre késztette az embereket. A kalandozások, amelyeknek célja már nem a hódítás, hanem a zsákmányszerzés valamint a nyugati hatalmak katonai erőinek lekötése volt, segítettek a nemzetségek közti feszültségek csillapításában. Egész Európát bejárták, szokatlan harcmodorukkal kezdetben hatalmas sikereket aratva. Viszont a könnyűlovasság, amivel a magyarok rendelkeztek, hosszú távon nem tudta felvenni a harcot a nehézpáncélba öltözött ellenfelekkel és a hatalmas, kőből épült várakkal (utóbbiak léte legalábbis kétséges). Néhány kisebb vereség már a 930-as évek során jelezte a szerencse megfordulását, de a súlyos csapás 955-ben, Augsburgnál következett be, ahol a megtámadott tartományok egyesített seregeivel találták szembe magukat. Ez nem csak nagy emberveszteséget, de egy korszak alkonyát is jelentette (Lásd: gyászmagyarok). A kalandozások egy ideig déli irányba még folytatódtak, de 970-re a bizánciaktól elszenvedett vereségek is túl nagynak bizonyultak. Ekkor indította és véreztette el vegyes felállású, orosz-bolgár-besenyő-magyar seregét Szvjatoszlav kijevi fejedelem. Habár a hadjáratot nem önállóan indították eleink, a hagyományos szakirodalom többnyire az arkadiopoliszi csatát tartja a kalandozások záró ütközetének.
Egyre nyilvánvalóbb lett, hogy a magyar nép előtt két út áll: vagy megszűnnek mint államalkotó tényező (lásd hunok, gepidák, avarok), vagy a Kárpát-medencén belül viszonylag szilárd helyzetet teremtenek, ahol megjelenhetnek az államiság első nyomai, kialakulhat az államszervezet.
Árpád és dédunokája, Géza a hagyományosan nagyfejedelem formában fordított titulussal fordul elő egy görög és egy latin nyelvű forrásban, ezért feltételezett országukat Magyar Nagyfejedelemség néven is szokás említeni. A 9. század végén a Kárpát-medencébe költöző Magyar Fejedelemség – és a feltételezhető többi magyar fejedelemség – a Hun Birodalom, majd az Avar Kaganátus örökébe lépve a közép-európai steppe birodalmak sorát zárja le, amik a nem-római típusú államiságot képviselték a térség népvándorláskori történelmében.

## Gazdasági jellemzők
A magyarok félnomád életmódot folytattak, amelyben a nagyállattartás dominált. Korábban, a letelepedés előtt valószínűleg inkább lovat és szarvasmarhát tenyésztettek, mert ezekkel könnyebben lehetett mozogni, ám a letelepedés után fontosabbá vált a juh és a sertés tenyésztése is. Az ősmagyarok félnomád életet éltek, tehát az állattenyésztés mellett földműveléssel is foglalkoztak. Ez utóbbi ág látványos fejlődésen ment keresztül. Az itt élő szláv népektől a magyarok átvettek számos mezőgazdasági eszközt és technológiát. Ekkor számos földműveléssel kapcsolatos szó került át a magyar nyelvbe.
Ekkoriban az ipar még szűk körű volt. A termelést nagyobbrészt a szolganépek végzik. Ezeket a nemzetségfői település köré telepítik, úgy, hogy egy helyre kerüljenek az azonos foglalkozásúak. Az iparhoz hasonlóan valószínűleg a kereskedelem sem jelentős.

## Társadalmi jellemzők

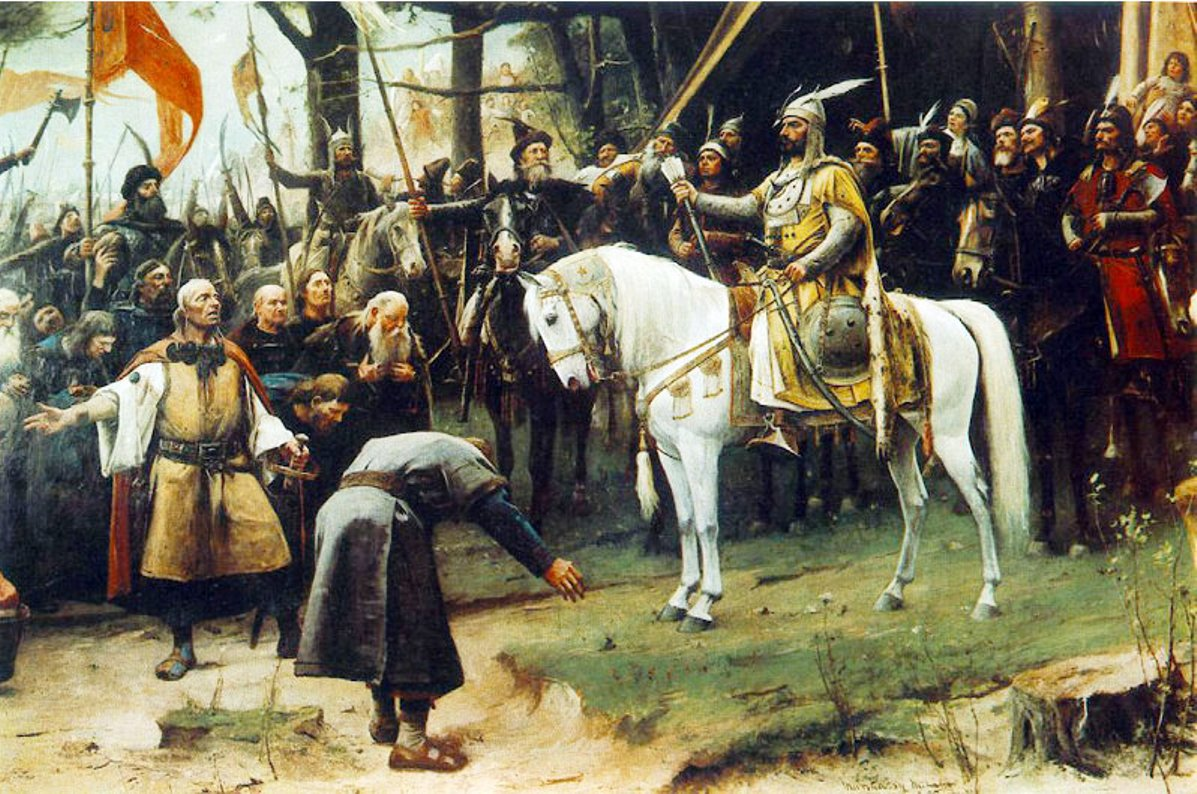
Munkácsy Mihály: Honfoglalás (részlet)

Legújabb értelmezések szerint a honfoglaló magyar "törzsek" valójában nemzetségek, (számuk Anonymus szerint 108), a "Hét magyar törzs" pedig valójában hét vezérnemzetség volt, akik számtalan más nemzetséget is összefogtak. Ők kötötték a Vérszerződést (890-es évek), amely kb. 100 év múlva a Magyar Királyság megszületéséhez vezetett.
A betelepült magyarok az általános vélekedés szerint törzsenként telepedtek le, és alakították ki saját településeiket. A hét törzs a tarján, jenő, kér, keszi, nyék, megyer, kürtgyarmat, az utóbbi nyilvánvaló összetétel a kürt és gyarmat törzsnevekből, és jó néhány – a törzsneves települések alapján ismert – egyéb törzs hiányzik közülük. Általában úgy magyarázzák a kürt és gyarmat összevonását, hogy a többieknél kisebb létszámúak voltak, és ketten együtt értek fel egy másik nemzetséggel. Ezt a törzsneves települések elterjedése nem támasztja alá. Általában ugyanez a magyarázat a magyarokhoz csatlakozó kavarok három ága (berény, őrs, eszlár) is, de erre sincs konkrét bizonyíték. További honfoglaló törzs volt a szintén a magyarokhoz csatlakozó besenyők berény nevű nemzetsége, valamint az ismert nevű, de bizonytalan eredetű székely, varsány és tárkány nemzetségek. Ezek együtt számban nyilván sokszorosan meghaladták a megyer törzs népességét.
A hét törzs vezetője, a Hétmagyar a hagyomány szerint az Etelközben vérszerződést kötött egymással. A hét vezér neve Anonymus Gesta Hungaroruma szerint: Álmos, Előd, Ond, Kond, Tas, Huba, Töhötöm.
Az utólagos események tükrében visszavetítve gondolják azt, hogy a központi település a megyer törzs fő szállása volt a mai Csepel-sziget területén. A társadalom erőteljesen differenciálódott, melynek alapja a vagyon volt. Eszerint három (négy) réteg alakult ki. A legfelső réteget az urak alkotják. Ők a törzsfők, akik rendelkeznek saját szállásterülettel melynek neve: uruszág (ebből keletkezett az „uraság”, de az „ország” szó is). A következő társadalmi csoport a bő- csoportja (bővelkedők, bőségesek, lásd: mai „bőség” szavunk). Ide tartoznak a nemzetségfők. A harmadik réteget az ínek alkotják (mai „ínség” szó). Ide tartoznak a szabad közrendűek. Ezenkívül voltak rabszolgák is, de számuk minimális. Külön csoportot alkotnak a szabad népek, például a székelyek vagy a besenyő határőrök.
A magyarok nagyállattartó életformát folytattak, ez volt az oka többek között annak, hogy Erdély helyett az erre sokkal inkább alkalmas Alföldön telepedtek meg. Állataik között a szarvasmarha volt túlsúlyban, emellett a ló, a juh és a sertés volt a legfontosabb. A honfoglaló magyarok állattartása sokrétű, fajokban gazdag lehetett: a sírokból előkerült leletek alapján több mint egy tucat háziállatfajt tartottak, köztük a kelet-európai sztyeppékről magukkal hozottak is (teve, sztyeppei ló, ősracka). A baromfitartás a helyhez kötöttség jele. A halászat (sok folyó és mocsár) és a vadászat (előkelők között) volt elterjedt.

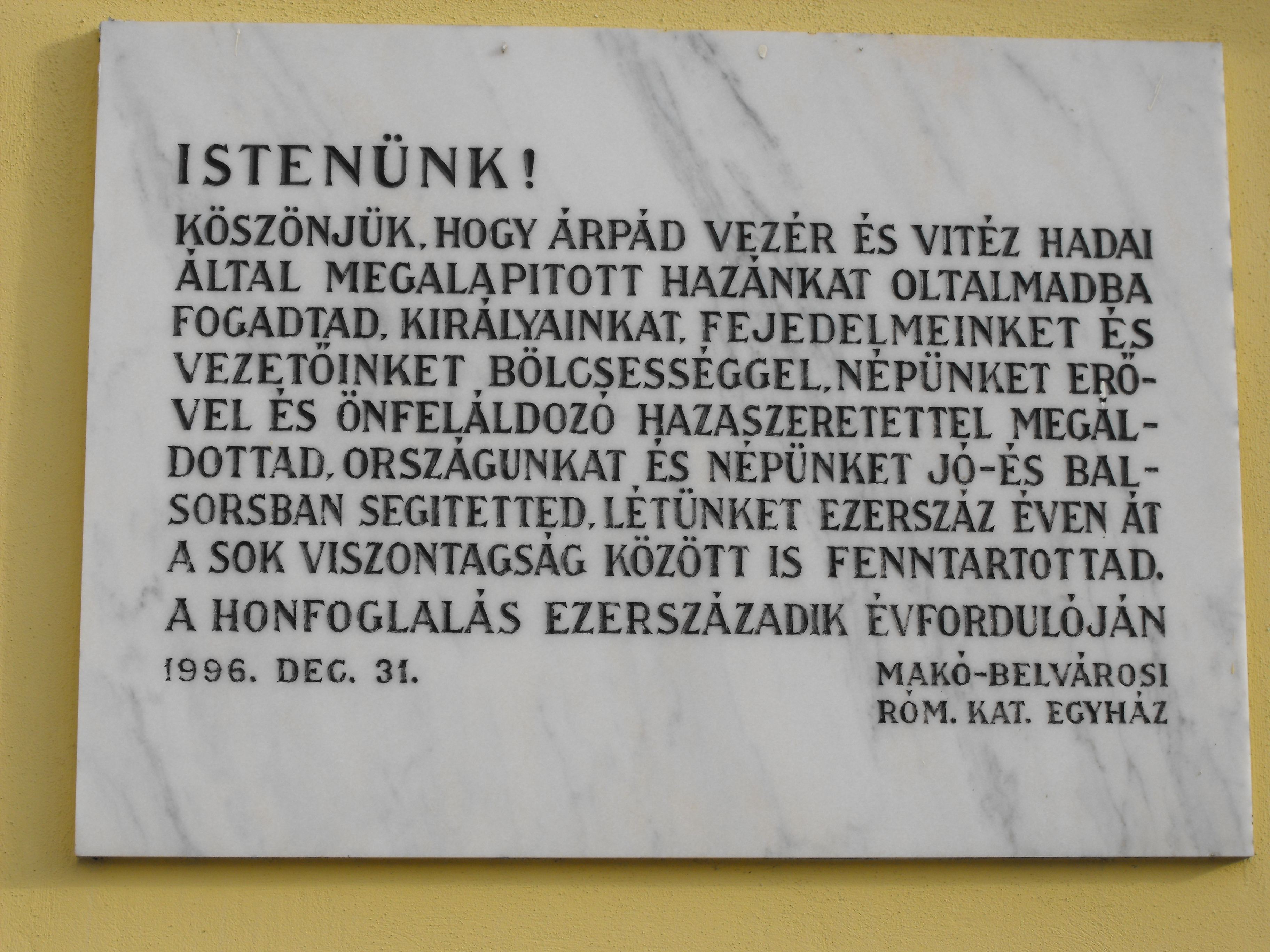
A honfoglalás 1100. évfordulóján állított emléktábla Makón, a Szent István-plébániatemplom falán

A földművelést már a dél-orosz sztyeppén is gyakorolták a magyarok ősei, használtak ekét, sarlót, kézimalmot, kaszát, és a talajváltó földművelési rendszer kezdeti fokán álltak. Legfontosabb veteményük a köles, a búza és az árpa volt. Fontos a prémek (fizetőeszköz) és a bőrök feldolgozása, fonás, szövés, nemezkészítés, varrás. Vannak vasverő, fazekas műhelyek és szövőházak. A kereskedő partnereik főként Kijev, Bizánc és Prága (keleti luxuscikkek, ló, prém, szarvasmarha, só, ezüst).
A nagyállattartó közösségekhez köthető életforma során alakult ki a rácsos falú, kupolás tetejű, nemezzel borított, praktikus sátorszerű építmény, a jurta. Ezen kívül a honfoglalás kori falvakban veremházak, föld- vagy kőalapú faházak, paticsházak álltak, a különböző házakban különböző mesteremberek éltek. A jurta jelentősége abban állt, hogy könnyen tovább lehetett vele állni, ami az évszakok változása által meghatározott sztyeppei életmód, a költözködés szempontjából rendkívüli fontossággal bírt.
A Kárpát-medencébe érkező magyarok által kialakított településhálózat nem volt egységes, a korabeli társadalom tagozódása a lakóhelytípusok szerint is nyomon követhető. A lakosság legnagyobb része az úgynevezett téli és nyári szállásokon élt, majd a téli szállások lassan falvakká alakultak. Ettől elütő képet mutattak a törzsfők és nemzetségfők udvarhelyei, melyek mint piachelyek is működtek.
A fejedelmi udvarban, amellett különböző mesteremberek éltek, például: patkoló- és fegyverkovácsok, íjászok, solymárok, szakácsok, tolmácsok, írnokok, prémesek stb., és természetesen gyógyító sámán(ok).
E településhálózaton keveset változtatott az ezredfordulón megvalósuló állam- és egyházszervezés.

### Vallás
A vallás: a kereszténység mellett a sámánizmus. A táltos dobot verve révületbe esett, megküzdött a gonosz szellemekkel és jósolt.
A 9. századi salzburgi Conversio részletesen ír a dunántúli templomokról, egy 11. századi egyházi jegyzőkönyv, amely a magyar templomok patrónusairól készült azt bizonyítja, hogy a 11. században a 9. században megemlített pannoniai templomok még léteztek, ami azt jelenti, hogy ezek átélték a honfoglalás korát.

## Alternatív, bizonyítatlan elméletek

### Fokozatos bejövetel
Ami a 895–896-os bejövetelt illeti, egyes elméletek szerint az is elképzelhető, hogy a magyarok csoportjai fokozatosan, évtizedek során jöttek be, a 860-as évektől kezdve, 896 ennek csupán a végpontja. Ezt a nézetet főleg Szőke Béla Miklós képviseli.

### A kettős honfoglalás elmélete

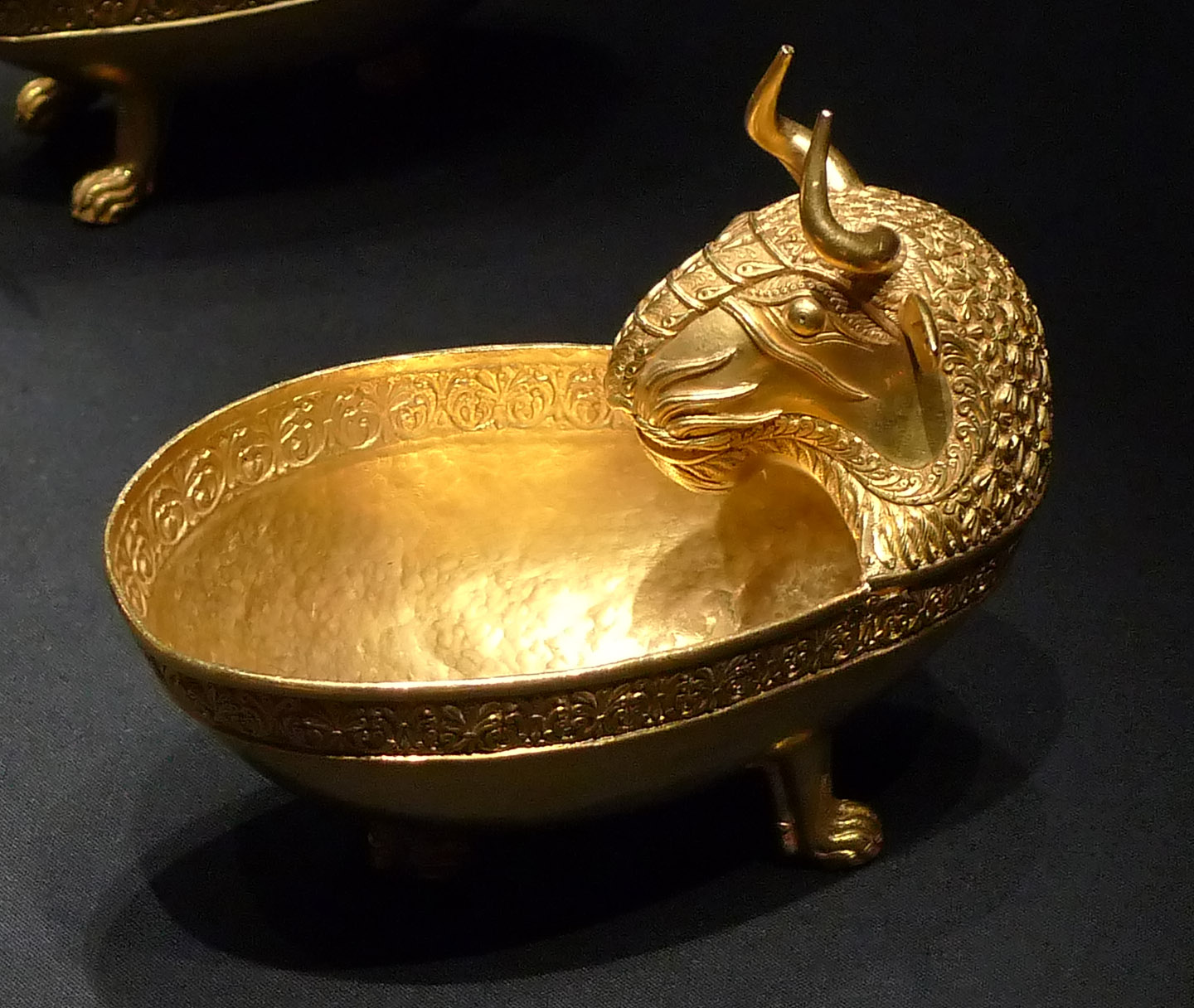
A nagyszentmiklósi kincs egy darabja. A ragadozó-bika hibrid fantázialény hátraforduló feje az ivócsanak használójára néz.

A másik jelentős bizonyítatlan elmélet László Gyula nevéhez fűződik. A kettős honfoglalás elmélete szerint a magyarok ősei két lépcsőben szállták meg a Kárpát-medencét. Az első szakasz 670 körül volt (griffes-indás kultúra), míg a második szakasz a jól ismert 9. század végi bejövetel. Figyelemreméltó, hogy az itt lakó avarok és magyarok között harci cselekményre nem került sor, ami a két kultúra azonosságát vagy legalábbis nagyfokú hasonlóságát jelenti. László Gyula szerint az avarok és magyarok egymáshoz hasonló nyelven beszélhettek.
László Gyula történész amellett foglalt állást (1978), hogy a magyarok ősei két lépcsőben szállták meg a Kárpát-medencét. Az első szakasz 670 körül volt (griffes-indás kultúra megjelenése az avar kori leletek között) és egy finnugor nyelvű népcsoport alkotta, míg a második szakasz a jól ismert 9. század végi bejövetel, amely során Árpád vezetésével egy alapvetően török népesség telepedett volna le. E két népcsoport összeolvadásából született meg a magyar nép László Gyula elmélete szerint.
Ezt az állítást a különböző krónikák és geszták leírásaival igazolta. Ezekben a leírásokban megjelennek a kettős bejövetellel kapcsolatos történetek. Például Anonymus Gesta Hungarorumában a honfoglalást úgy írja le, hogy először a hunok jöttek be, akik a magyarok rokonai, majd utánuk a magyarok. Az orosz őskrónikában (Nestor krónika) is kettős magyar honfoglalásról írnak. Eszerint előbb a fekete, majd a fehér magyarok érkeztek a Kárpát-medencébe. Az itt leírt fekete magyarok valószínűleg az onogurok lehettek, akik a bolgár-törökökkel közös onogur törzsszövetségbe tartozhattak. A magyarok görög ούγγρος (ungrosz) és latin Hungarus elnevezése is az „onogur” szóból ered. Másrészről, a krónikások a „fekete” jelzővel jelölték ugyanazt a népet, amíg még pogány volt, és „fehér” jelzővel amikor már megkeresztelkedett. A pogány és keresztény jelző esetleg egymástól elszakadt néprészeket is jelölt.

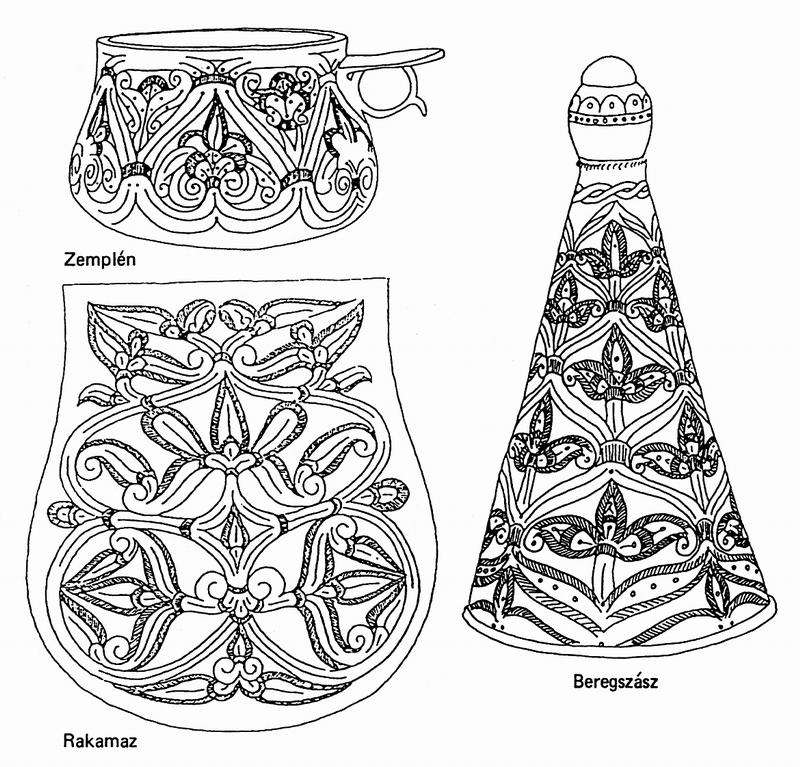
A honfoglalás korából származó régészeti leleteken a palmettás díszítés az uralkodó. A három lelet: a zempléni csésze, a rakamazi tarsolylemez és a beregszászi süvegcsúcs.

A kettős honfoglalást régészeti bizonyítékokkal is alá lehet támasztani. A 7. század második felében változás következik be az avar díszítőművészetben. Megjelenik a griffes-indás díszítés, amely jellemző volt a honfoglaló magyarok díszítőművészetére is (ezt alátámasztja a Nagyszentmiklóson talált aranylelet, amely avar kori). Emellett a Szarvason talált avar tűtokon látható rovásírásnak van magyar olvasata is. Eszerint a magyarok és az avarok rokon népek voltak.
Továbbá, a honfoglalás kori leletek nem mutatnak pusztulásra utaló jeleket, és a magyar települések az avar települések mellé és nem rá települtek, amely megint csak azt igazolja, hogy az avarok Árpádék rokonai voltak.
Ezt az elméletet a legtöbb történész nem fogadja el, hiszen a griffes-indás díszítés, ekkoriban a legtöbb nomád, fél-nomád népre jellemző volt. A viszonylag békés bevonulást pedig azzal indokolják, hogy ekkoriban a Kárpát-medence nagyon ritkán lakott terület volt, hiszen Nagy Károly a 8. században kiirtotta az avarok nagy részét. A terület jelentős része bolgár gyepű volt, tehát lakatlan terület, a Dunántúl részben a keleti-frank állam, részben pedig a Morva Fejedelemség peremterületéhez tartozott. A Kárpát-medence tehát nem volt túlságosan védett terület, így a magyaroknak nem kellett véres küzdelmeket vívni az itt élő gyér lakossággal.

## Honfoglalás-kori díszítőművészet
Árpád honfoglalói jellegzetes díszítőművészetet hoztak magukkal. Fegyverzetük, ruházatuk, lószerszámuk palmettás díszítése mindmáig korszakjellemző a Kárpát-medence régészetében. Ábránk a tarsolylemezek művészetének köréből mutat be három leletet. Ezek a leggazdagabb sírokból kerültek elő: olyan honfoglaló csoportokéi lehettek, akiknek erős kaukázusi, iráni és közép-ázsiai eredetű művészeti hagyományai voltak.

## A honfoglalás a művészetben

### Festészet

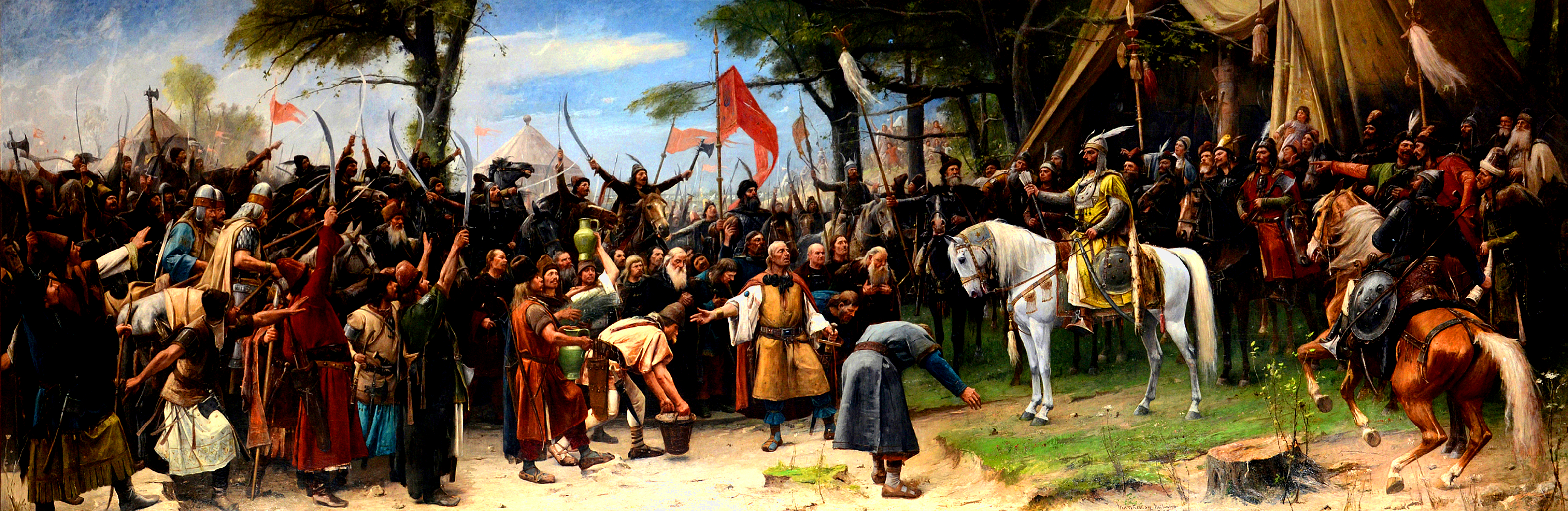
Munkácsy Mihály festménye a honfoglalásról

Feszty Árpád körképe a honfoglalásról

|

### Szobrászat
- A hét vezér (Árpád, Előd, Kond, Ond, Tas, Huba, Töhötöm) lovasszobra a Hősök terén a millenniumi emlékmű közepén.
- Álmos és Előd vezér szobra a Halászbástya teraszán.

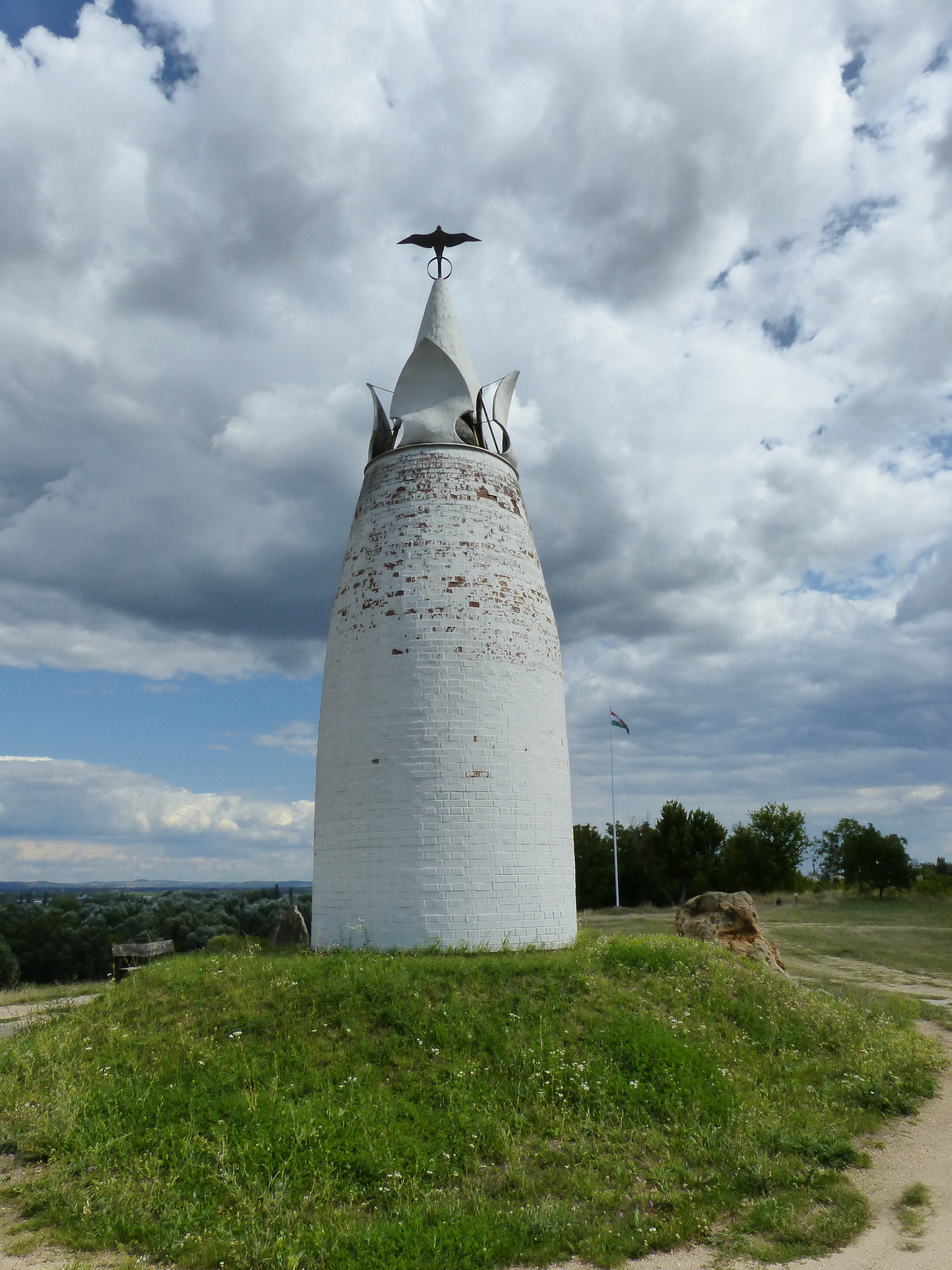
Honalapítási Emlékmű Pomázon, a Klissza-dombon

- Honalapítási Emlékmű Pomázon.

### Filmművészet
- Mondák a magyar történelemből Jankovics Marcell rajzfilmsorozatának első két epizódja: 1. Álmos vezér, 2. A fehér ló mondája.
- Honfoglalás Koltay Gábor 1996-ban készült filmje.

### Zene
- P. Mobil – Honfoglalás Öttételes szvit, koncerteken 1978-tól játszották, lemezre először 1984-ben került. 1995-ben elkészült a szimfonikus hangszerelésű változata. is.

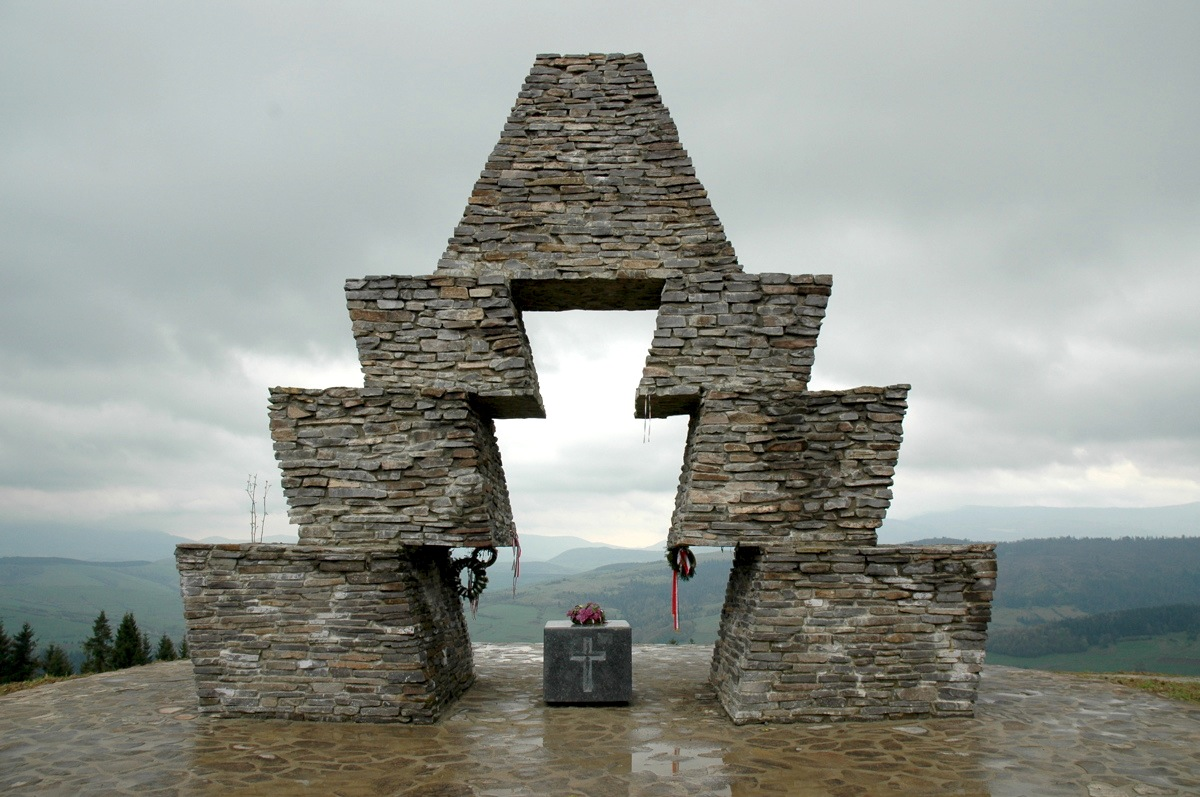
A 2008-ban felépült honfoglalási emlékjel a Vereckei-hágón. Matl Péter munkácsi szobrász alkotása

### Cikkek
- Szőke Béla Miklós: A Kárpát-medence a Karoling-korban és a magyar honfoglalás. In: Magyar őstörténet. Tudomány és hagyományőrzés. Szerk.: Sudár Balázs–Szentpéteri József– Petkes Zsolt–Lezsák Gabriella–Zsidai Zsuzsanna. Budapest, 2014, 31–42. (MTA BTK MŐT Kiadványok 1.
- Róna-Tas András: A magyarság korai története és a honfoglalás (Rubicon, 1996)
- Fodor István: Tudatos honszerzés vagy fejvesztett menekülés? (Rubicon, 1996)
- Sz. Jónás Ilona: Európa hatalmai a honfoglalás korában (Rubicon, 1996)
- Maár Ferenc Géza: A honfoglalás(ok) nyomai a magyar helynevekben (Magyar Szemle, 1995.április)
- Maár Ferenc Géza: Az „avar” megtelepülés szaporodó kérdőjelei (Magyar Szemle, 1996.január)
- Maár Ferenc Géza: Helynévanyagunk tanúsága (Cibulák Hírlevél, 1996.május)
- Maár Ferenc Géza: Várad-ok : váraink a népvándorlás-korban (Cibulák, 1997.május)

## További tudnivalók
- Harmatta János – A magyar honfoglalás írásos kútfői (Word)
- dr. Padányi Viktor: Dentu-Magyaria
- A honfoglalók süvegcsúcsa
- BudapestCity[halott link]
- Magyarország története 2. rész: A honfoglalás dokumentumfilm (Magyar Televízió, 2009)
- Böjte Horváth István szobrász  Honfoglalás-emlékmű

## Kapcsolódó szócikk
- Mindennapi élet a magyar honfoglalás korában
- Ujelgi